# Ostry
L'Ostry (en russe : Острая) est un stratovolcan situé au nord de la péninsule du Kamtchatka, à l'est de la Russie. Il comprend le volcan Ostry et le Koutina, plus petit. L'Ostry est un des principaux sommets de la chaîne Centrale.